# Tiro de Gracia (banda)
Tiro de Gracia es un grupo musical chileno del género hip hop. Su álbum «Ser humano!!» (1997) alcanzó gran éxito en Latinoamérica y contribuyó al desarrollo del movimiento del hip hop en Chile.
La banda se formó inicialmente por Juan Sativo, Lenwa Dura, "Explícito" y "DJ Borna", en la ciudad de Santiago, Chile, en 1991. Posteriormente, los integrantes "Explícito" y "DJ Borna" abandonaron la agrupación para dar paso a Zaturno, Camilo Cintolesi y Patricio "Adonai" Loaiza, siendo ésta la formación más reconocida de la banda.

## Biografía

### Inicios (1991-1995)
Tiro de Gracia fue formado a principios de los años 90 por Juan Sativo, Lenwa Dura, Explícito y DJ Borna, junto a DJ Raff de La Pozze Latina, quien mezclaba sus pistas (instrumentales). 
Su debut en vivo fue en abril de 1993, durante un evento en el gimnasio municipal de Lo Prado. Durante esos días, el grupo iniciaba sus presentaciones con un registro de sonido de bases musicales grabadas en casete, mezcladas por DJ Raff. Bajo este registro, y con colaboración de DJ Barsa, Tiro de Gracia editó dos producciones independientes: Homosapiens y Arma Calibrada, entre los que destacaron los temas «Cero Grosero» y «Pánico». En estas canciones, el contenido musical esta cargado de temas políticos, expresados con temas más profundos. Las pistas eran grabadas en radios de doble casetera, añadiendo loops musicales, editados de bandas como N.W.A. y Public Enemy. 
A comienzos de 1996, el director de televisión Juan Sebastián Domínguez junto a la productora audiovisual Cubo Negro, realizaron un programa piloto dedicado al hip hop, y entre las distintas bandas que participaron, Tiro de Gracia sorprendió y cautivó con el demo de «El Juego Verdadero», tanto a los presentes como al mismo director, quien decidió presentar la banda a su primo Camilo Cintolesi y su colega Patricio "Adonai" Loaiza, que aún estaban cursando como estudiantes de sonido.
Con este nuevo equipo de trabajo, y después de seis meses de ensayos y registros, Tiro de Gracia dio a luz un nuevo demo, ahora de carácter profesional, pero, de manera independiente, llamado El Demo Final. Este demo contenía músicos invitados como Quique Neira (de la banda chilena Bambú), DJ Notsag y DJ Barsa (ambos del conglomerado artístico DMS).
El material nuevo fue difundido por algunas radios como Rock and Pop y Radio Zero, y fue presentado al sello EMI. No tardaron en responder, y en noviembre de 1996 Tiro de Gracia firmó un contrato exclusivo con la discográfica y empezó a preparar su primer disco de larga duración, Ser Hümano!!

### Ser hümano!!y popularidad (1996-1997)
Después de la salida de los integrantes Explícito y la entrada de Zaturno, comenzó el camino del primer álbum oficial de la banda. Juan Sativo intervino a fines de 1996 en el tema "Cha-Cha-Cha (Funky Muchacha)" de Los Tetas. Esta colaboración generó la primera gran expectativa pública hacia Tiro de Gracia y la respectiva invitación a Los Tetas para colaborar en la canción «Nuestra Fiesta (Okupa, Segura Y No Molesta)» de Ser Hümano!!. 
Después de más de un año de estar editando metódicamente sus canciones, los raperos y sus productores se prepararon para comenzar el registro del álbum en mayo de 1997. Luego de transcurridos que duraron tres meses de grabación y mezcla en el estudio Konstantinopla, junto al ingeniero Gonzalo "Chalo" González, obtuvieron 16 canciones de amplias y diversas sonoridades con la lírica y la expresividad característica de la banda.
El disco se destacó por su gran calidad musical, su innovación, por el gran talento vocal que demostró Juan Sativo en la mayoría de los tracks, y por la incorporación de extractos auditivos como interludios de la serie de televisión Perdidos en el espacio.Se convirtió en un disco clave para la emancipación del hip hop en Chile. En tan pocos meses, y sin conceder ni una sola entrevista a la prensa local, el trío joven consiguió superar las ventas de discos chilenos mucho más publicitados, como Fome de Los Tres y Sueños en tránsito de Nicole. En su primer año, obtuvieron ventas superiores a las 60 mil copias, logrando los premios de disco de oro, platino y doble platino.
En Ser Hümano!! participaron varios músicos invitados como Joe Vasconcellos, Los Tetas, Chancho en Piedra, Pedro Foncea, DJ Raff, Quique Neira, Carlos Cabezas, Ema Pinto, Seo2, y más. La primera canción destacada del disco fue «El Juego Verdadero», que contó con un videoclip realizado en cine por la productora Cubo Negro, filmado en el Museo Nacional de Historia Natural de Chile y que se difundió ampliamente por la cadena MTV, ocupando un lugar destacado en el ranking de música latinoamericana. Luego saldrían los sencillos «Viaje Sin Rumbo», «Chupacabras» y «Melaza», que alcanzaron los primeros puestos en las listas de popularidad, rompiendo las reglas de programación de las radios juveniles después que la banda superaba el disco de oro. Ser Hümano!! a la fecha, ha vendido más de 80 mil copias, acreditándose como uno de los discos más vendidos de la segunda oleada del hip hop en Chile.Además, el disco ocupa el sexto puesto en la lista de los 50 mejores discos chilenos de la historia según la revista Rolling Stone.
En paralelo, los sellos comenzaban a buscar una respuesta artística y comercial al éxito de Tiro de Gracia, tomando conciencia del fenómeno que estaba significando el hip hop en Chile. Motivados por esto, se publicaron discos de otros grupos del estilo como Rezonancia, Frecuencia Rebelde y Makiza. El éxito también trajo los primeros quiebres internos, después de que el productor general de Ser Hümano!! y en ese momento mánager del grupo, Camilo Cintolesi, se retiró del mismo a mitad de la elaboración del disco Decisión entre poco amables declaraciones.

### Decisión(1999-2000)
En 1999, Tiro de Gracia comenzaron su segundo trabajo, Decisión, nuevamente bajo el alero de EMI. Este disco fue mucho más radical en su sonido y lírica, con textos más sociales y directos, aunque musicalmente más orientado al sonido hip hop afroamericano, nuevamente a cargo de Adonai Way junto a la colaboración de DJ Raff. 
El álbum fue grabado en Santiago y después mezclado en Nueva York, bajo la dirección del connotado productor de hip hop Iván Rodríguez. El disco, a diferencia de su antecesor, está marcado por la primacía de las líricas de Zaturno. Temas como «Joven de la pobla» y «Eso de ser papá», hacían alusión a las realidades poblacionales y generacionales que les tocó vivir personalmente, como integrantes Juan Sativo y Lenwa Dura fueron padres antes de los 20 años.[cita requerida] La placa alcanzó la categoría platino tras conseguir más de 25 mil copias vendidas.[cita requerida] A pesar de la distancia que la banda había tomado respecto a muchas instituciones, el álbum incluye un tema encargado por el Ministerio de Justicia sobre la detención por sospecha, titulado «Malasya».
En junio de 2000, Zaturno se desvinculó de la banda para concentrarse en el desarrollo de un nuevo grupo llamado Tapia Rabia Jackson, integrado por antiguos colaboradores de colectivos de La Florida y Puente Alto, como Contra faz y Kiclan.

### Retorno de misericordia(2001-2002)
A mediados de septiembre de 2001 salió el tercer álbum de la banda, Retorno de misericordia, que tuvo como primer éxito el tema «Sueños» El grupo continuaría como dúo, con Lenwa Dura y Juan Sativo como MC's y en la producción musical de Adonai Way ahora en colaboración de Jorge Del Campo. 
Las líricas expresan tanto su visión del trabajo colectivo y de los amigos así como en el tema «Mi Casa», y la relación del grupo con la marihuana en el tema «María». Llamó la atención por haber incorporado una apertura musical, que incluye desde guajira en el sencillo «El Hip & El Hop Show» hasta sonidos asociables al folclore latinoamericano, como se puede notar por ejemplo, en los sampleos a Inti Illimani y Nino Bravo, y la utilización del charango en el tema «América». «Nos interesa dejar un registro latinoamericano en el hip hop», explicaron.[cita requerida] La utilización de sonidos altiplánicos, las temáticas latinoamericanas, sumados al uso del funk y al alianza con el reggae y el raggamuffin, hacen que este disco tenga una gran tendencia hacia la fusión latinoamericana.

### Patrón del vicio(2002-2003)
En 2002 salió a la venta el cuarto álbum de estudio, llamado Patrón del vicio, el cual contó con la producción de Gastón Gabarró, exintegrante de Makiza y uno de los primeros asesores de Tiro de Gracia en su período independiente. El disco demostró con su primer sencillo «Tag TDG», la continua evolución musical de la banda, y su consolidación en la industria local.

### Impacto certero(2003-2004)
Un año más tarde lanzaron su primer grandes éxitos Impacto certero, que reunió los temas más destacados de sus cuatro álbumes, incluyendo «Mala leche», el tema principal de la película del mismo nombre, composiciones que según ellos muestran un mismo hilo conductor, aunque sin fórmulas. Lenwa Dura, en una entrevista con Rolling Stone en 2004, dijo:
Queremos hacer discos que marquen etapas del grupo, más que imponer un sonido. Puede haber fórmulas que resulten, otras que no. Pero nunca hemos querido hacer un Ser Hümano!! 2. Y el disco que viene ahora, nada que ver con los anteriores.
Durante esta época, Tiro de Gracia lanzó una serie de colaboraciones con variados artistas, entre los que destacan los aportes de Juan Sativo en discos de Los Tetas, Bitman & Roban, y la cantante argentina Emme.

### Música de Vida (Demo)(2005-2007)
A mediados de septiembre de 2005, salió el quinto álbum de la banda, Música de vida. En este disco, el grupo continuó con los mismos temas, líricas y sonido de Retorno de misericordia.

### Reunión y segunda separación (2013-2018)
Después del alejamiento de Lenwa Dura y Zaturno de la banda en 2007 para perseguir proyectos solistas, el 23 de enero de 2013 la formación original de Tiro de Gracia decidió reunirse en un concierto para interpretar de forma íntegra el exitoso disco Ser Hümanó!!. También participaron en la presentación de apertura del Festival de Viña del Mar 2014.
Tras una discusión entre Lenwa Dura y Juan Sativo, la banda anuncia su separación definitiva por segunda vez, en enero de 2019.

### Pelea legal
En 2019, Lenwa Dura acusó a Juan Sativo de lucrar para beneficio propio con el nombre Tiro De Gracia, y luego de varios meses de una batalla legal, el rapero Lenwa Dura logró quedarse con los derechos para presentarse bajo el nombre de Tiro de Gracia, según confirman documentos del Instituto Nacional de Propiedad Industrial (INAPI). El nombre del grupo pasó de las manos de Juan Salazar (Juan Sativo) a las de Amador Sánchez (Lenwa Dura), luego de que ambos decidieran separar caminos en enero de 2019.

### Rapsurrexión
Con la nueva formación, Lenwa Dura y Zaturno lanzaron seis sencillos. El primero, lanzado en agosto de 2020 con el nombre de «BlackClanSaga», el segundo en enero del 2021 llamado «Semilla», el tercero a inicios de marzo del 2021, llamado «Raiz», con la colaboración de rapero mexicano Fermín IV de Control Machete, el cuarto a finales de marzo de 2021, la redición de «Princesa Caballero», canción del álbum demo Música de vida, el quinto «Solo», con la colaboración de Ema Pinto, misma que colaboró en la introducción de la canción homónima del álbum Ser hümano!!, y por último, «El Santo», colaboración con Lalo Meneses de Panteras Negras.
Rapsurrexion se pensó como un nuevo disco con la formación Lenwa Dura y Zaturno, junto al trabajo de DJ Darse, Cenzi y Gonzo en la producción, sin embargo debido al fallo a favor de Juan Sativo con el nombre de la marca Tiro De Gracia, aún es incierto su lanzamiento.

### Fin definitivo de pelea legal y nueva fase solo con Juan Sativo (2023 - presente)
Después de todos las batallas legales, al final Juan Salazar (Juan Sativo), se quedó con el nombre de Tiro De Gracia.
El día 12 de enero de 2023, Juan Sativo hizo un comunicado público sobre los cambios al grupo.
El 23 de mayo de 2025, Lenwa Dura lanzó una versión remasterizada de los proyectos independientes Homosapiens y Arma Calibrada en Spotify bajo el nombre "TDG", versión la cual fue promocionada por Lenwa Dura días antes de su lanzamiento en Instagram.

## Discografía

### Álbumes
- Homosapiens (1992) (demo)
- Arma calibrada (1993) (demo)
- Ser hümano!! (1997 - EMI, reeditado el 2011[14])
- Decisión (1999 - EMI)
- Retorno de misericordia (2001 - EMI)
- Patrón del vicio (2003 - EMI)
- Impacto certero (2004 - EMI)
- Música de vida (2010) (demo)

### Sencillos
| Año                 | Canción                | Máxima posición     | Álbum                   |
| Año                 | Canción                | CHI                 | Álbum                   |
| Sencillos oficiales | Sencillos oficiales    | Sencillos oficiales | Sencillos oficiales     |
| ------------------- | ---------------------- | ------------------- | ----------------------- |
| 1997                | "El juego verdadero"   | 4                   | Ser Humano!!            |
| 1997                | "Viaje sin rumbo"      | 13                  | Ser Humano!!            |
| 1997                | "Chupacabras"          | 12                  | Ser Humano!!            |
| 1997                | "Melaza"               | 27                  | Ser Humano!!            |
| 1999                | "Decisión"             | 81                  | Decisión                |
| 2000                | "Joven de la pobla"    | 29                  | Decisión                |
| 2001                | "Eso de ser papá"      | 29                  | Decisión                |
| 2001                | "El Hip & el Hop Show" | 44                  | Retorno de misericordia |
| 2001                | "América"              | 41                  | Retorno de misericordia |
| 2001                | "Sueños"               | 6                   | Retorno de misericordia |
| 2003                | "Tag T.D.G."           | 49                  | Patrón del vicio        |
| 2003                | "Las vas a pagar"      | 98                  | Impacto certero         |
| 2004                | "Mala leche"           | 77                  | Impacto certero         |
| 2006                | "Dedicado"             | —                   | Música de vida          |

### Colaboraciones
- Rock delfín del mundo (1999 - Fusión)
- Coronación (2000 - Edición independiente)
- Rock chileno de los '90, Vol.1 (2004 - EMI)
- Rock chileno de los '90, Vol. 2 (2004 - EMI)
- Allende: El sueño existe. DVD. (2005 - Alerce)
- Catedral en coma. Vol. 2 (2007 - Edición independiente)
- «Raíz» - con Fermín IV (2021)[20]

## Integrantes
- Juan Sativo (Juan Salazar) - voz, letras (1993-2019, 2023-presente)
- Sebalanzar (Sebastián Abrigo) - voz, guitarra (2006-2019, 2023-presente)
- Gsus B (Manuel Bustos) - voz y coros (2023-presente)

## Antiguos integrantes
- Lenwa Dura (Amador Sánchez) - voz, letras (1993-2007, 2013-2023)
- Zaturno (Juan Lagos) voz, letras (1995-2000, 2013-2015, 2020-2023)
- DJ Mataskaupas (Gabriel Arriagada) - tornamesas (1999-2007)
- DJ Navarro (César Navarro) - tornamesas y coros (2018-2019)
- Adonai (Patricio Loaiza) - teclados, samplers, letras (1996-2002)
- Camilo Cintolesi - composición, arreglos, teclados, samplers, programación (1996-1998)
- DJ Raff (Rafael Pérez)
- Explícito - voz (1993, 2007)
- DJ Skrag (Emilio Ojeda) - tornamesas y coros (2023-2025)
- DJ Borna (Cristian Hidalgo)